# Syddarfur
Syddarfur (arabisk: جنوب دارفور; oversat: Janub Darfur) er en af Sudans 15 delstater (wilayat). Befolkningen udgjorde 2.890.348 indbyggere i 2006 på et areal på 127.300 km2.
Den administrative hovedby er Nyala. 

## Administrativ inddeling
Delstaten er inddelt i tolv mahaliyya:
1. Adayla
2. Al Deain
3. Al Salam
4. Bahr al Arab
5. Buram
6. East Jabal Mara
7. Edd al Fursan
8. Kass
9. Nyala
10. Rehed al Birdi
11. Shearia
12. Tulus